# Гайворонский, Владимир Николаевич
Владимир Николаевич Гайворонский (укр. Володимир Миколайович Гайворонський; 17 февраля 1919, Якововка — 10 августа 2006) — советский и украинский учёный-правовед, специалист в области хозяйственного права. Доктор юридических наук (1991), профессор (1993). Работал профессором в Национальной юридической академии Украины имени Ярослава Мудрого.

## Биография
Работал на кафедре гражданского права.

## Награды
Владимир Николаевич был удостоен трёх медалей — «За доблестный труд в Великой Отечественной войне 1941—1945 гг.», «Ветеран труда» и «50 лет Победы в Великой Отечественной войне 1941—1945 гг.», а также двух нагрудных знаков — «Отличник образования» и «Почётный работник арбитражного суда Украины».